# ГЕС Errochty
ГЕС Errochty — гідроелектростанція в Шотландії. Входить до складу гідровузла у сточищі річки Tummel (ліва притока Тей, яка впадає в затоку Північного моря Ферт-оф-Тей біля Данді), що дренує центральну частину Грампіанських гір.
Водосховище цієї дериваційної станції спорудили в долині лівої притоки Tummel річки Errochty. Останню перекрили контрфорсною греблею висотою 49 метрів та довжиною 354 метри, яка утримує витягнуту по долині на 3 км водойму. Вона поповнюється не лише за рахунок прямого стоку, але й завдяки деривації через тунель завдовжки 19 км, що транспортує воду з річки Garry (велика ліва притока Tummel) та ряду її лівих приток (Bruar та інші). При цьому, оскільки сховище Errochty розташоване по праву сторону від течії Garry, тунель долає долину цієї річки.
Від озера Loch Errochty прокладено інший дериваційний тунель завдовжки 9,6 км та діаметром 4,5 метра до машинного залу. Останній споруджений у виїмці в горі, оберненій до озера Loch Tummel (створене на Tummel при будівництві ГЕС Clunie). Зал оснащений трьома турбінами типу Френсіс потужністю по 25 МВт, які при напорі у 186 метрів забезпечують річний виробіток електроенергії на рівні 103 млн кВт-год.